# نووکیلیموو
نووکیلیموو (انگلیسی: Novokilimovo) یک شهرک در شهرستان بوزدیاکسکی باشقیرستان کشور روسیه است.